# Pteromalus anaxis
Pteromalus anaxis är en stekelart som beskrevs av Walker 1849. Pteromalus anaxis ingår i släktet Pteromalus och familjen puppglanssteklar.
Artens utbredningsområde är Madeira. Inga underarter finns listade i Catalogue of Life.